# واشنيغتون بارك (إلينوي)
واشنيغتون بارك (بالإنجليزية: Washington Park)‏ هي منطقة سكنية تقع في الولايات المتحدة في إلينوي. يقدر عدد سكانها بـ 5,345 نسمة .

## الموقع الجغرافي
الموقع الجغرافي للمناطق المحيطة بهذه النقطة هو كالتالي: